# Madracis asperula
Madracis asperula е вид корал от семейство Pocilloporidae. Възникнал е преди около 0,78 млн. години по времето на периода кватернер.

## Разпространение и местообитание
Този вид е разпространен в Бонер, Венецуела, Кайманови острови, Куба, Кюрасао, Саба, САЩ, Сен Естатиус, Хаити и Ямайка.
Среща се на дълбочина от 3,5 до 262 m, при температура на водата от -0,4 до 27,7 °C и соленост 34,3 – 36,9 ‰.